# 大溪乡 (巫山县)
大溪乡，是中华人民共和国重庆市巫山县下辖的一个乡镇级行政单位。

## 行政区划
大溪乡下辖以下地区：
黛溪河社区、平槽村、大溪村、军营村、开峡村、官田村和平台村。